# Myrothecium atroviride
Myrothecium atroviride är en svampart som först beskrevs av Berk. & Broome, och fick sitt nu gällande namn av M.C. Tulloch 1972. Myrothecium atroviride ingår i släktet Myrothecium, ordningen köttkärnsvampar, klassen Sordariomycetes, divisionen sporsäcksvampar och riket svampar.   Inga underarter finns listade i Catalogue of Life.